# 臺北市議會
25°02′18″N 121°33′44″E / 25.0384459°N 121.5623318°E
臺北市議會是中華民國臺北市的最高立法機關，也是全市首要的民意機關，由於該會為首都的地方議會，經常成為全國矚目的問政殿堂。目前為第14屆市議會，全體議員於2022年12月25日就職，議長為中國國民黨籍的戴錫欽，副議長為中國國民黨籍的葉林傳。

## 沿革
1945年12月26日，為奠定地方自治基礎，臺灣省行政長官公署公布《臺灣省各級民意機關成立方案》。1946年4月15日，根據國民政府公布的《市參議會組織條例》及《參議員選舉條例》，成立臺北市參議會。臺北市參議會雖為民意機關，但在當時僅具諮詢性質而已。
1949年12月7日，中華民國政府遷臺後，地方自治制度並未遵循憲政體制運作。
1950年4月24日，國民政府公布《臺灣省各縣市實施地方自治綱要》作為在臺灣推動地方自治的依據，臺北市參議會隨之進入省轄市議會時期。
1967年7月1日，臺北市由省轄市升格為直轄市，迄至第一屆直轄市議會成立為止（1969年12月25日）為過渡時期，由臺北市臨時市議會踐行職權。但有關直轄市自治的法制並未完備，仍以1967年6月22日行政院訂定發布的行政命令《臺北市各級組織及實施地方自治綱要》作為直轄市自治的法源。
1970年1月5日，改制後之臺北市議會舉行第一屆第一次大會:784。
1994年4月14日，《直轄市自治法》公布施行，臺北市議會在地方自治的立法權、財政監督權及行政監督權始獲得法律保障，並真正落實《中華民國憲法》第118條：「直轄市之自治，應以法律定之。」為因應中央與地方分權的時代潮流，1998年1月25日公布施行的《地方制度法》將直轄市與省縣（市）自治分流的規範整合為一，開啟臺灣地方自治發展史。

## 职责
臺北市議會為地方立法機關，代表台北市民監督市政，由代表多元社會的各區議員行使立法職權。在經由提案、討論、辯論、協商的過程中，依「服從多數、尊重少數」的多數決民主原理，使多元的民意能夠成為市民共同遵循的政策與法律，保障地區住民的權益。近年來，議會在致力反映民意、監督市政、府會關係和諧、政黨協商、城市交流之餘，也戮力提昇議事資訊公開及電子化等工作。希透過立法監督，督促市政府興利除弊、增進市民福祉、提高市民生活品質，克盡地方立法機關職責。

## 議員
臺北市議員每四年改選一次，與市長同時改選。第14屆市議員於2022年11月26日的直轄市議員選舉選出。中國國民黨為議會最大黨，其次為民主進步黨，此外議會內還有台灣民眾黨、新黨、社會民主黨以及無黨籍議員。

## 席次分布

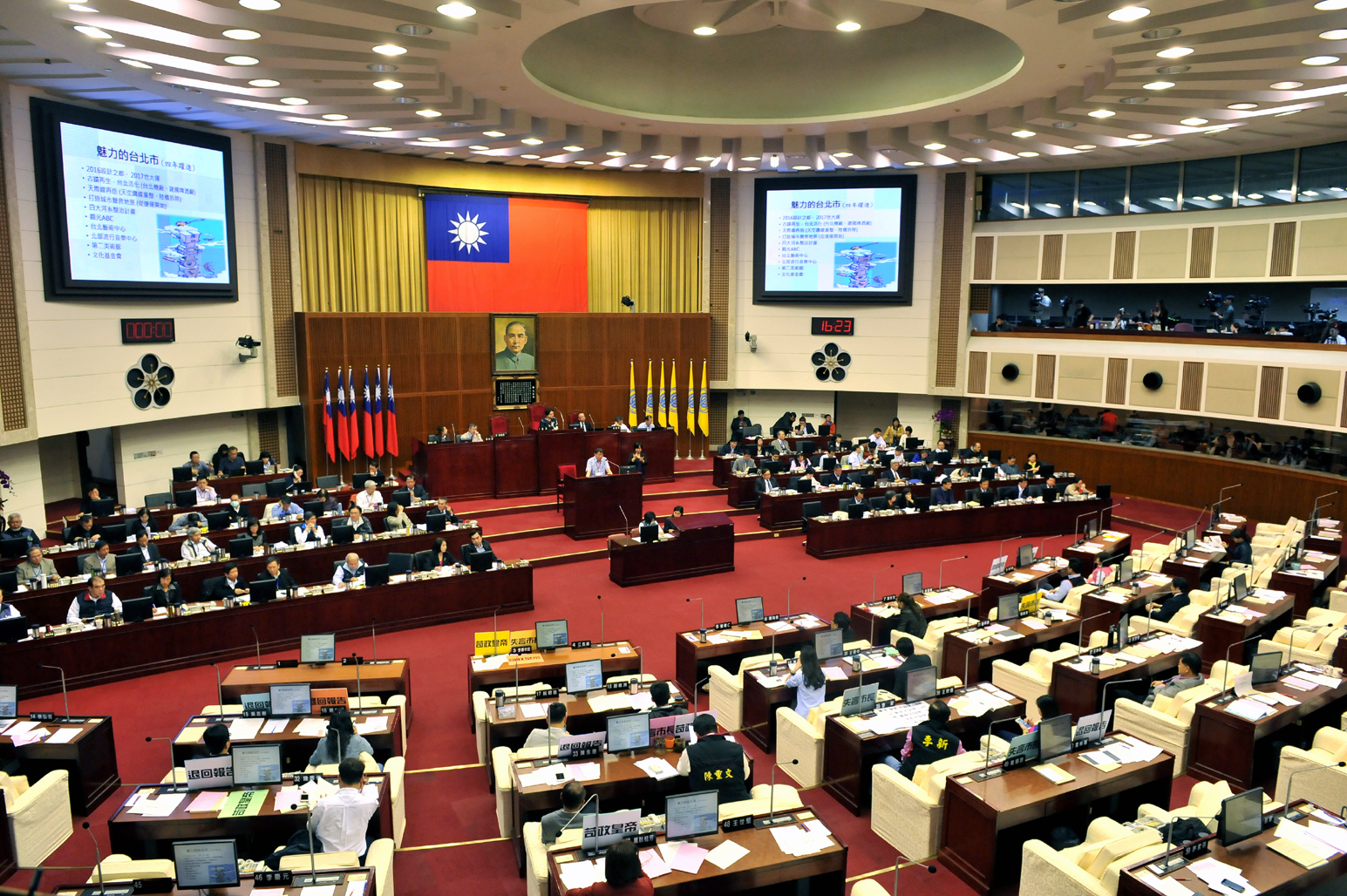
臺北市議會議場

自第14屆起，臺北市議員為61席，劃分為8個選舉區：
- 第一選舉區：12席（士林區、北投區）
- 第二選舉區：9席（內湖區、南港區）
- 第三選舉區：9席（松山區、信義區）
- 第四選舉區：8席（中山區、大同區）
- 第五選舉區：8席（中正區、萬華區）
- 第六選舉區：13席（大安區、文山區）
- 第七選舉區：1席（全市平地原住民）
- 第八選舉區：1席（全市山地原住民）

## 歷任正副議長
| 臺北市（省轄市）參議會     |                |                |        |            |        |            |                                        |
| －                         | 1946年4月15日  | 1946年8月31日  | 周延壽 | 中國國民黨 | 林金臻 | 中國國民黨 | 副議長病逝                             |
| －                         | 1946年8月31日  | 1950年11月28日 | 周延壽 | 中國國民黨 | 潘渠源 | 中國國民黨 |                                        |
| 臺北市（省轄市）議會       |                |                |        |            |        |            |                                        |
| 第一屆                     | 1950年11月29日 | 1953年1月15日  | 黃啟瑞 | 中國國民黨 | 張祥傳 | 中國國民黨 |                                        |
| 第二屆                     | 1953年1月16日  | 1955年1月15日  | 黃啟瑞 | 中國國民黨 | 張祥傳 | 中國國民黨 |                                        |
| 第三屆                     | 1955年1月16日  | 1958年2月20日  | 張祥傳 | 中國國民黨 | 王飛龍 | 中國國民黨 |                                        |
| 第四屆                     | 1958年2月21日  | 1961年2月20日  | 張祥傳 | 中國國民黨 | 周財源 | 中國國民黨 |                                        |
| 第五屆                     | 1961年2月21日  | 1964年2月20日  | 張祥傳 | 中國國民黨 | 周財源 | 中國國民黨 |                                        |
| 第六屆                     | 1964年2月21日  | 1967年6月30日  | 張祥傳 | 中國國民黨 | 陳少輝 | 中國國民黨 |                                        |
| 臺北市（直轄市）臨時市議會 |                |                |        |            |        |            |                                        |
| －                         | 1967年7月1日   | 1969年12月24日 | 張祥傳 | 中國國民黨 | 陳少輝 | 中國國民黨 |                                        |
| 臺北市（直轄市）議會       |                |                |        |            |        |            |                                        |
| 第一屆                     | 1969年12月25日 | 1973年12月24日 | 林挺生 | 中國國民黨 | 張建邦 | 中國國民黨 |                                        |
| 第二屆                     | 1973年12月25日 | 1977年12月24日 | 林挺生 | 中國國民黨 | 張建邦 | 中國國民黨 |                                        |
| 第三屆                     | 1977年12月25日 | 1981年12月24日 | 林挺生 | 中國國民黨 | 張建邦 | 中國國民黨 |                                        |
| 第四屆                     | 1981年12月25日 | 1985年12月24日 | 張建邦 | 中國國民黨 | 陳健治 | 中國國民黨 | 議長就任交通部部長                     |
| 第五屆                     | 1985年12月25日 | 1989年6月1日   | 張建邦 | 中國國民黨 | 陳健治 | 中國國民黨 |                                        |
| 第五屆                     | 1989年6月12日  | 1989年12月25日 | 陳健治 | 中國國民黨 | 郭石吉 | 中國國民黨 | 正副議長補選上任                       |
| 第六屆                     | 1989年12月25日 | 1994年12月25日 | 陳健治 | 中國國民黨 | 陳烱松 | 中國國民黨 | 配合直轄市自治法實施，延期一年辦理改選 |
| 第七屆                     | 1994年12月25日 | 1998年12月25日 | 陳健治 | 中國國民黨 | 吳碧珠 | 中國國民黨 |                                        |
| 第八屆                     | 1998年12月25日 | 2002年12月25日 | 吳碧珠 | 中國國民黨 | 費鴻泰 | 新黨       |                                        |
| 第九屆                     | 2002年12月25日 | 2006年12月25日 | 吳碧珠 | 中國國民黨 | 李新   | 親民黨     |                                        |
| 第十屆                     | 2006年12月25日 | 2010年12月25日 | 吳碧珠 | 中國國民黨 | 陳錦祥 | 中國國民黨 |                                        |
| 第十一屆                   | 2010年12月25日 | 2014年12月25日 | 吳碧珠 | 中國國民黨 | 周柏雅 | 民主進步黨 |                                        |
| 第十二屆                   | 2014年12月25日 | 2018年12月25日 | 吳碧珠 | 中國國民黨 | 陳錦祥 | 中國國民黨 |                                        |
| 第十三屆                   | 2018年12月25日 | 2022年12月25日 | 陳錦祥 | 中國國民黨 | 葉林傳 | 中國國民黨 |                                        |
| 第十四屆                   | 2022年12月25日 | 現任           | 戴錫欽 | 中國國民黨 | 葉林傳 | 中國國民黨 |                                        |

## 委員會
- 民政委員會
- 財政建設委員會
- 教育委員會
- 交通委員會
- 警政衛生委員會
- 工務委員會
- 法規委員會
- 程序委員會

## 行政單位
- 秘書長
  - 副秘書長
    - 秘書室
    - 議事組
    - 總務組
    - 文書組
    - 公共關係室
    - 法規研究室
    - 資訊室
    - 人事室
    - 各委員會辦公室

## 所在地之變遷

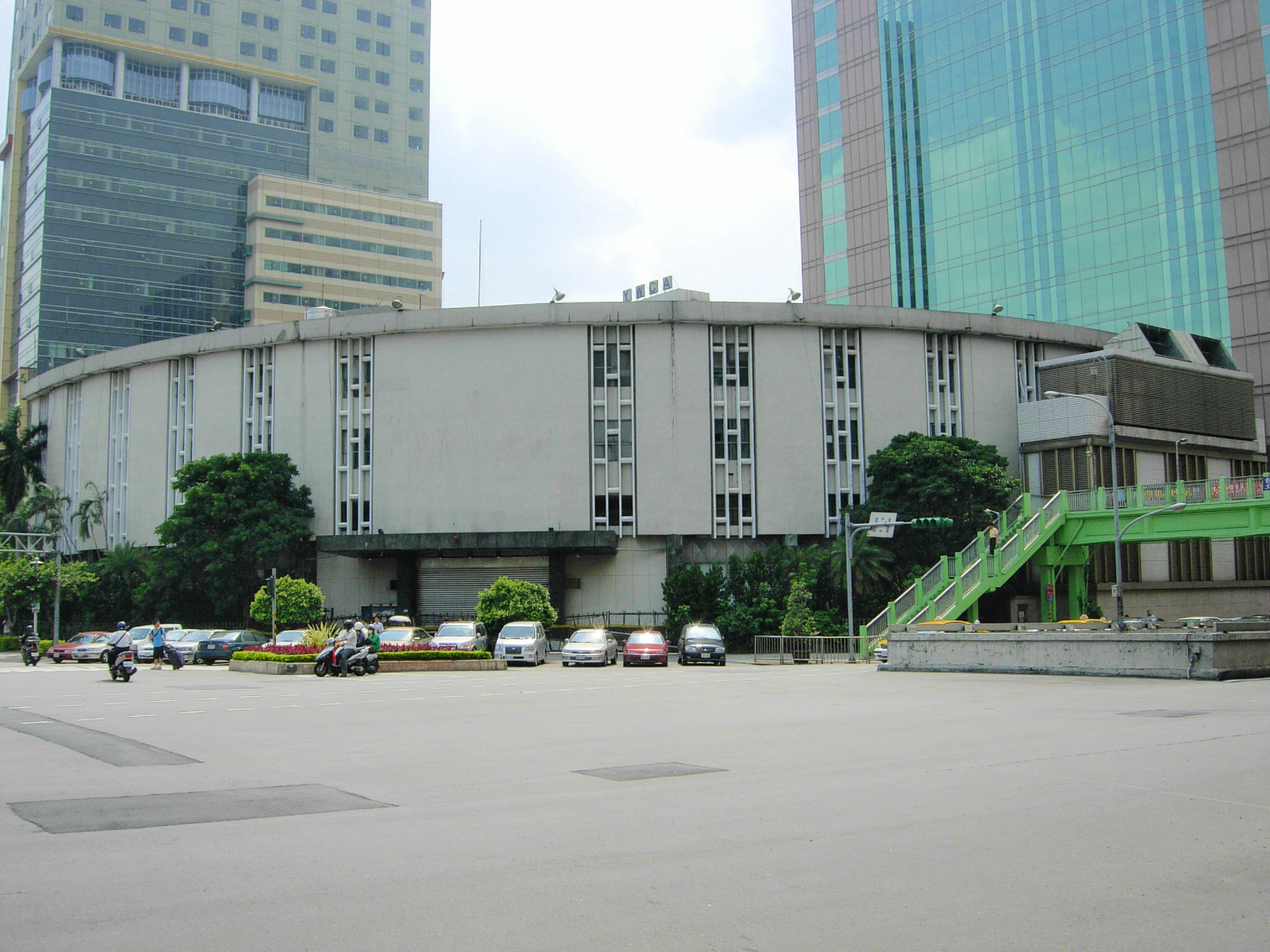
舊臺北市議會大樓，2007年攝

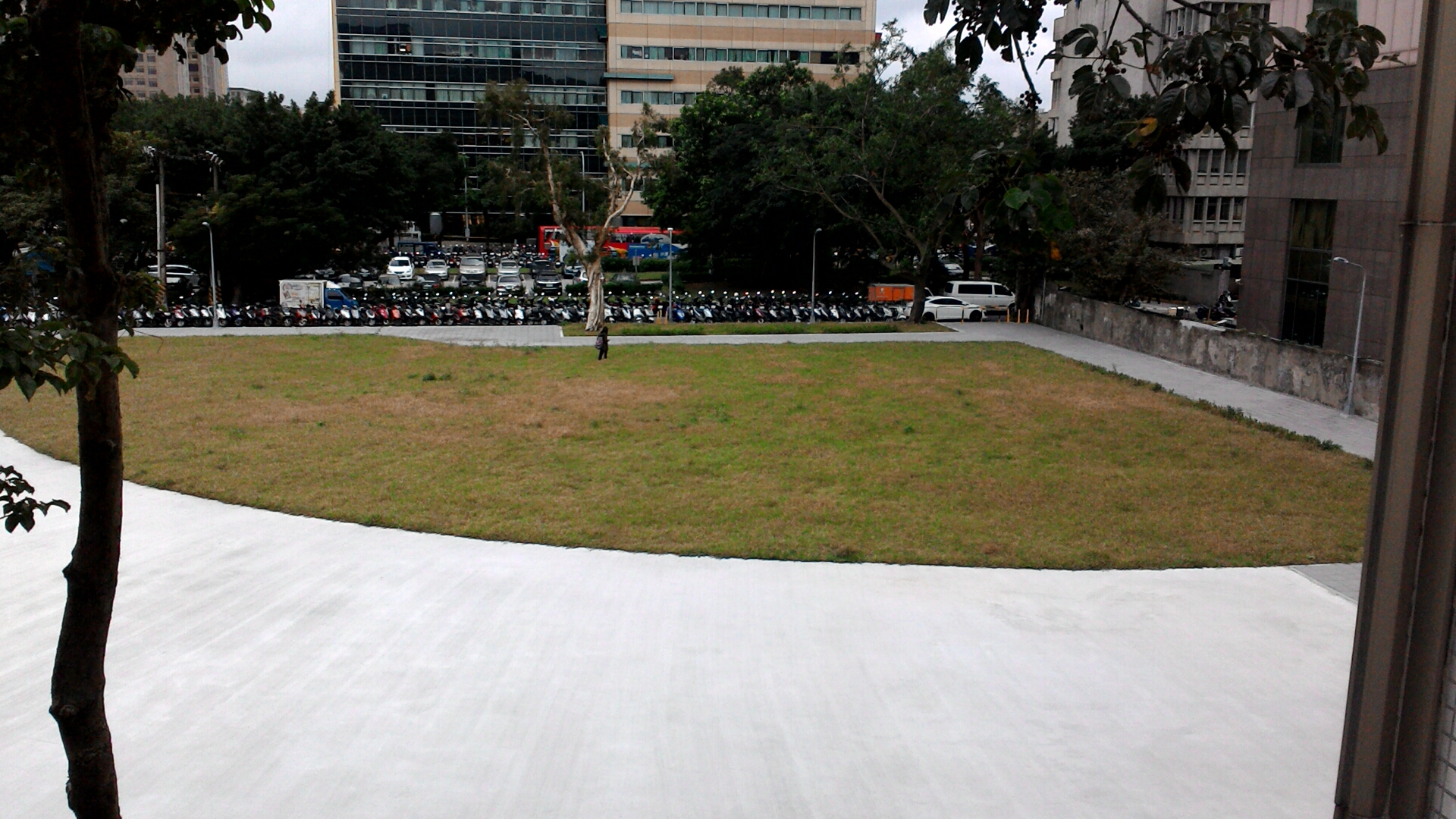
拆除後的舊臺北市議會大樓。

過去最早的議會場所，是使用現今的臺北市中山堂開會。民國53年（1964年），臺北市議會遷至中山南北路與忠孝東西路口的新建之市議會大樓（臺北市中正區忠孝西路一段2號），至此臺北市議會才正式擁有獨立的會議及辦公場所，該地在1880年代清朝時期是科舉考場「考棚行署」。
1990年，臺北市議會再遷移至位於臺北東區逸仙路與仁愛路四段交界處的市議會新廈（臺北市信義區仁愛路四段507號），與臺北市市政大樓為鄰。原中山南路忠孝東路口的大樓後來改由臺北市政府警察局中正第一分局使用，2007年中正第一分局遷離，洪致文等文史工作者向臺北市政府爭取原地保留該大樓但未成，2016年2月2日至4月9日被拆除。金毓泰公司於2017年向台北市政府標得地上權50年，2022年1月動工興建辦公大樓，預定2025年竣工。

## 外部連結
- （繁體中文）（英文）臺北市議會 （页面存档备份，存于）
- （繁體中文）（英文）臺北市議會圖書館 （页面存档备份，存于）